# Mth (Fernsehsender)
mTh (für multiThematiques) war ein digitaler Fernsehsender, dessen Promokanal unter dem Namen mTh analog auf Transponder 58, 10,847 GHz, ASTRA 1D und parallel digital über ASTRA 1E, über 11,817 GHz vertikal, verbreitet wurde. Nach einer mehrmonatigen Testphase wurde der reguläre Betrieb des geplanten Digitalpakets jedoch niemals vollumfänglich aufgenommen, sondern lediglich Teile des Vorhabens realisiert. Der analoge Sender mTh wurde am 31. August 1996 eingestellt.

## Geplante Sender
mTh wurde ursprünglich als eigenständige digitale Plattform konzipiert und sollte eine Art Alternative oder auch Konkurrenz zum Digitalsender DF 1 bieten. Mit einer Reihe neuer Sender sollte dieses Ziel erreicht werden:
- Seasons: ein Fernsehsender für Angler, Jäger und Naturliebhaber
- CineClassics: ein Fernsehsender für Kinoliebhaber mit Filmen aus der Frühzeit des Kinos sowie dazu ergänzenden Magazinen. Herzstück dieser Magazine sollte die das Talkshow-Magazin Der Club werden. Hier sollten mehrere prominente Zeitzeugen, z. B. Schauspieler und Regisseure, zurück auf die frühen Kinojahre blicken. Auf dem Promokanal wurden zudem eine Anmoderation von Jörg Schnass zum Stummfilm Die freundlose Gasse  ausgestrahlt.
- Planet: ein Sender mit Schwerpunkt Dokumentarfilme zu den Themen Wissenschaft und Technik, Natur, Kultur, Geschichte und Reise
- Jimmy – der Sender der Ihnen ähnlich ist: ein vornehmlich für Männer konzipierter Sender mit den Schwerpunkten Spielfilme, Serien, Magazine und Musik. Geplante Formate waren u. a. Automagazine namens Cobra-Girls, Road Test Magazine, Oldtimer und Rund ums Motorrad. Spielfilme sollten unter den Labels Roadmovies und Kultfilme gesendet werden. Für das Musik-Genre wurden Sendungen namens Memories, Unvergessliche Konzerte und Rock konzipiert, welche u. a. von Doris Streibl moderiert werden sollten. Der Fokus lag hier bei Musik früherer Jahrzehnte. Zudem wurden "Ungewöhnliche Serien" wie Sessions, Bottom, Cars, The New Statesman und Cop Rock angekündigt. Der Moderator Marcus Rothe sollte zudem ein Magazin namens "Treffpunkt Serien", welches die "Rückseite Ihrer Lieblingsserie" beleuchten wollte, moderieren.
- KinoKino: ein Spielfilmsender mit Filmen aus verschiedenen Epochen und unterschiedlicher Genres
- cyber-tv, ein Sender für Computerfreunde und -spieler, ähnlich dem späteren GIGA-TV.
- motormania, ein Sender mit Schwerpunkt Motorsport
- VOILA, ein Sender für Frauen mit Schwerpunkt Fashion, Art & Culture, Nightlife und History. Geplant waren aber auch Spielfilme und Serien aus diesen Genres.[6]

## Inhalt
Ein Trailer von mTh wurde Anfang 1996 zunächst digital auf Astra aufgeschaltet und ab März 1996 parallel dazu auch analog auf Astra 1D ausgestrahlt. Anfangs wurden nur die Sender und das Projekt als solches vorgestellt. Kurz darauf wurden einige Sender detaillierter präsentiert und Sendungen gezeigt, die einen Vorgeschmack auf das Programm geben sollten. Speziell Dokumentationen waren Schwerpunkt des Programms, die Bestandteil der geplanten Sender Seasons und Planet werden sollten. Die Trailer und Sendungen wurden in Dauerschleife gesendet und mehrfach am Tag wiederholt. Regelmäßig wurden die Dokumentarfilme durch andere ergänzt und ersetzt. Selbst die Ausstrahlung von Spielfilmen, die einen Vorgeschmack auf CineClassics und KinoKino geben sollten, waren geplant – wurden allerdings niemals umgesetzt. Vereinzelt wurden Beiträge für die niemals realisierten Sender Jimmy und VOILA ausgestrahlt.

## Weitere Entwicklung des Projekts
Ohne Vorankündigung wurde der Promokanal von mTh im September 1996 wieder abgeschaltet, nachdem offenbar das Projekt, eine eigene digitale Senderplattform anzubieten, zunächst auf Eis gelegt wurde. Wenige Wochen zuvor war mit DF1 der erste deutsche Digitalsender gestartet. Ebenso überraschend wie die Abschaltung am 31. August 1996 wurden Teile des Projektes am 21. Juni 1997 dann doch noch realisiert – allerdings nicht als eigene Plattform, sondern bei der einstigen Konkurrenz von DF1, bzw. dessen Nachfolger Premiere World.
An diesem Tag starteten Planet, Seasons, Cine Classics 1 und Cine Classics 2 ihren Sendebetrieb. Im Gegensatz zur ursprünglichen Planung wurden gleich 2 Sender unter dem Namen Cine Classics gestartet, während Jimmy, VOILA, cyber-tv und KinoKino niemals gestartet wurden. Der Sendebetrieb der beiden Cine Classics-Sender wurde bereits zum 31. Dezember 1998 wieder beendet.
1999 gab es noch einmal Bestrebungen, neben den bis dahin noch bestehenden Sendern Seasons und Planet die Kanäle cyber-tv, Jimmy, motormania und Cine Classics neu bzw. wieder zu starten, was allerdings erneut nicht realisiert wurde. Im Frühjahr 2001 war nur noch von einem Neustart von Jimmy und eine Rückkehr von CineClassics die Rede. Entsprechende Zulassungen wurden bei der KEK beantragt, bzw. aufrechterhalten. Auch die Umsetzung dieses Vorhabens blieb aus, stattdessen stellte nun auch Seasons zum 30. September 2001 seinen Sendebetrieb ein. Am Sender Planet wurde zunächst noch festgehalten.
Heute ist nur noch der Sender Planet von dem einst ambitionierten Projekt übrig, allerdings wurde Planet zwischenzeitlich von mulitThematiques veräußert, so dass die Gruppe sich gänzlich aus dem deutschen Pay-TV-Markt zurückgezogen hat.